# Tanema-ji

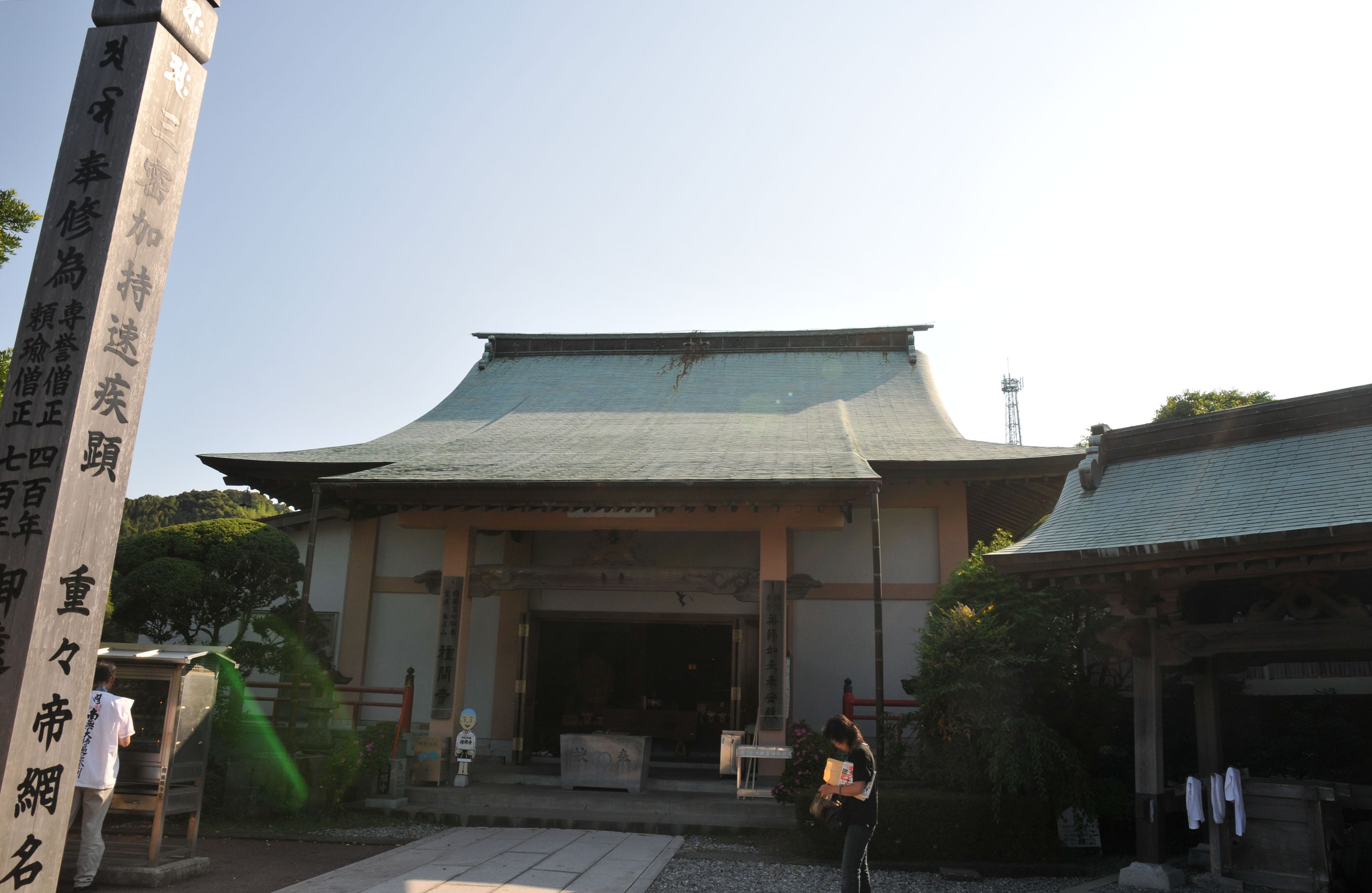
Haupthalle

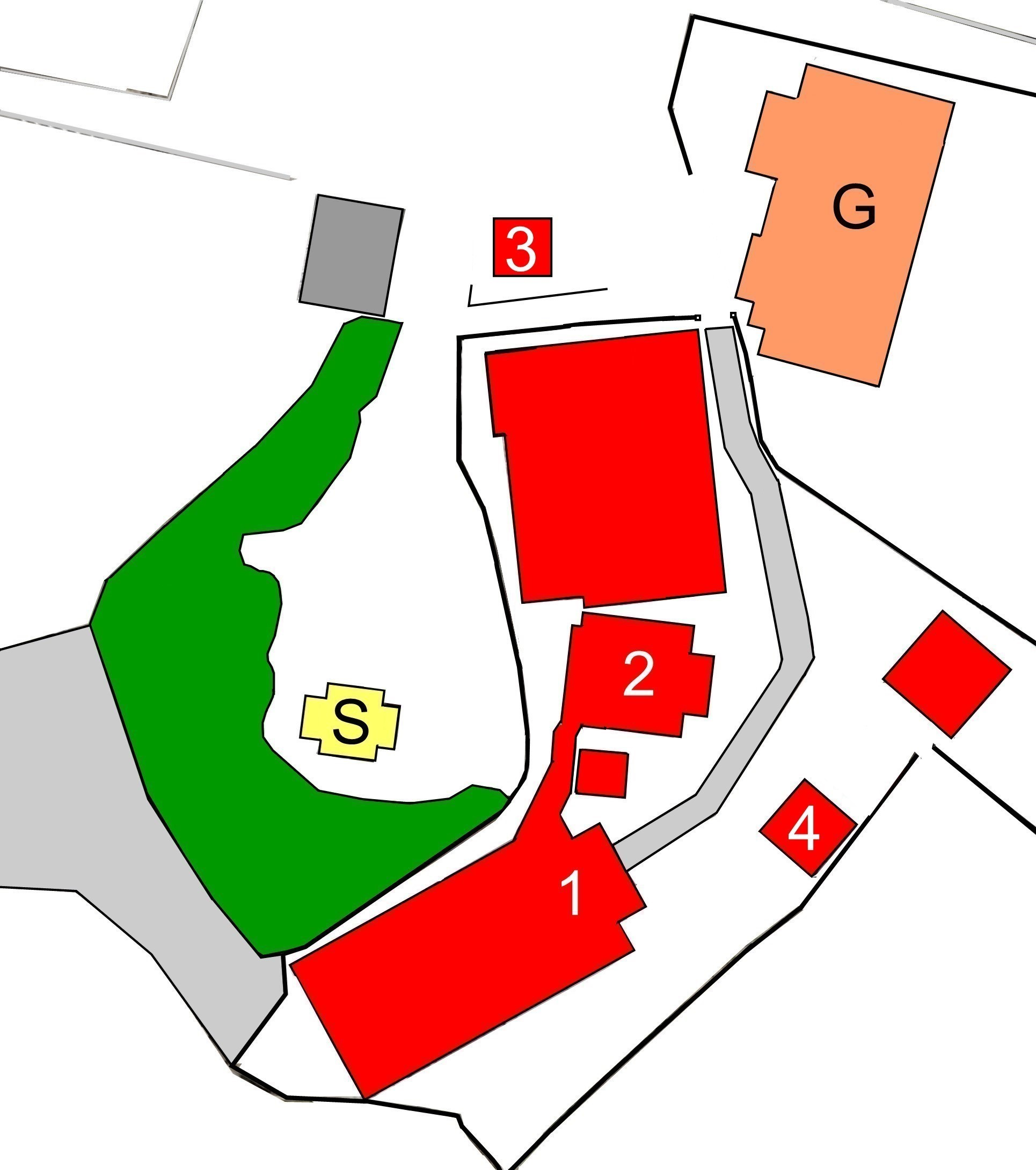
Plan des Tempels (s. Text)

Der Tanema-ji (japanisch 種間寺), mit den Go Motoozan (本尾山) und Suzakuin (朱雀院) in Haruno (Präfektur Kōchi), ist ein Tempel des Buzan-Zweiges (豊山派) des Shingon-Buddhismus. In der traditionellen Zählung ist er der 34. Tempel des Shikoku-Pilgerwegs.

## Geschichte
Als ab dem 6. Jahrhundert koreanische Mönche in Japan die Verbreitung des Buddhismus unterstützten, gerieten einige von ihnen nach dem Bau des Shitennō-ji in Osaka auf der Rückfahrt in einen Sturm, der sie in Tosa am Berg Akiyama (秋山) stranden ließ. Sie fertigten eine 145 cm hohe Statue des sitzenden heilenden Buddha Yakushi (薬師如来坐像, Yakushi Nyorai zazō) an, der für Sicherheit bei der Seefahrt sorgen sollte, und stellten sie auf dem Gipfel des (本尾山) Motoosan auf. Das war der Ursprung des heutigen Tanema-ji.
Als der aus dem China der Tang-Zeit zurückgekehrte Priester Kukai während der Kōnin-Ära (810–824) diese Gegend besuchte, erbaute er eine Tempelanlage für den Yakushi-Buddha. Er säte bei der Gelegenheit am Tempel Reis, Korn, Bohnen usw. aus, deren Samen er aus China mitgebracht hatte, worauf der Tempel den Namen „Tanemaji“, also etwa „Tempel des Samenfeldes“, erhielt.
In der Edo-Zeit förderten die Fürsten von Tosa, die Yamanouchi, den Tempel, übertrugen ihm große Ländereien und hielten ihn instand. Mit dem Beginn der Meiji-Zeit geriet der Tempel unter die strikte Trennung von Buddhismus und Schintoismus und verlor an Bedeutung.

## Anlage
Vor der eigentlichen Tempelanlage steht der Glockenturm (鐘楼, Shōrō; 3), an dem vorbei auch ein Weg zum Kasuga-Schrein (春日神社; S) hinter dem Tempel führt. Auch die Unterkunft für Pilger (G) befindet sich dort. Auf dem Tempelgelände folgen rechts das Mönchquartier und dahinter die Halle, die dem Tempelgründer gewidmet ist, die Daishidō (大師堂; 2). Dann steht man vor der Haupthalle (本堂, Hondo; 1).
Erwähnenswert ist ein offener Pavillon mit einer zur sicheren, leichten Geburt verhelfenden Kannon (子安観音, Koyasu Kannon; 4) und ein Becken zum Händewaschen aus dem Jahr 1677. – Die Votiv-Kiefer (燈明の松, Tōmyō no matsu) im Tempelgarten erinnert daran, dass die Kiefer mit ihrem Harz nicht nur für Beleuchtung sorgt, sondern im Shintoismus und Buddhismus auch eine Bedeutung im übertragenen Sinne hat.
Ein Gedenkstein erinnert an den Maler, der sich für die Landbevölkerung und die Unterschicht einsetzte, an Okazaki Seirō (岡崎精郎; 1898–1938).

## Schätze
Die Hauptkultfigur, der sitzende Yakushi, ist aus Hinoki-Holzstücken zusammengesetzt. Er wird auf das Ende der Heian-Zeit datiert, ist im „klassischen Stil“ (定朝様. Jōchōyō) ausgeführt und als Wichtiges Kulturgut Japans registriert. Ein weiterer, stehender Yakushi ist mit 32 cm Höhe von kleiner Gestalt. Er ist aus einem Stück Holz gefertigt und stammt ebenfalls aus der späten Heian-Zeit. Weiter besitzt der Tempel Sutren aus der Kamakura- und Namboku-Zeit.

## Bilder

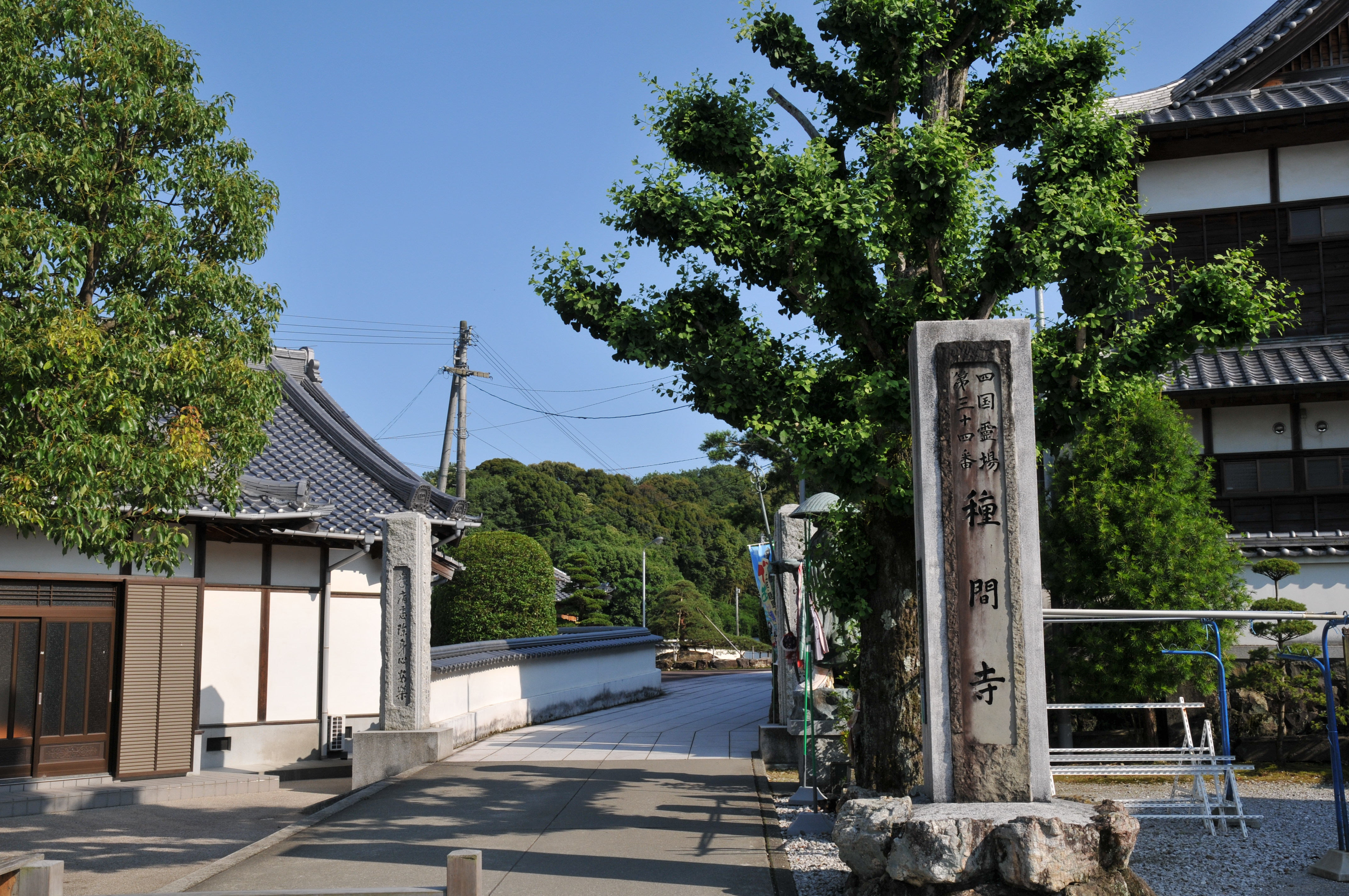
Vor dem Tempel
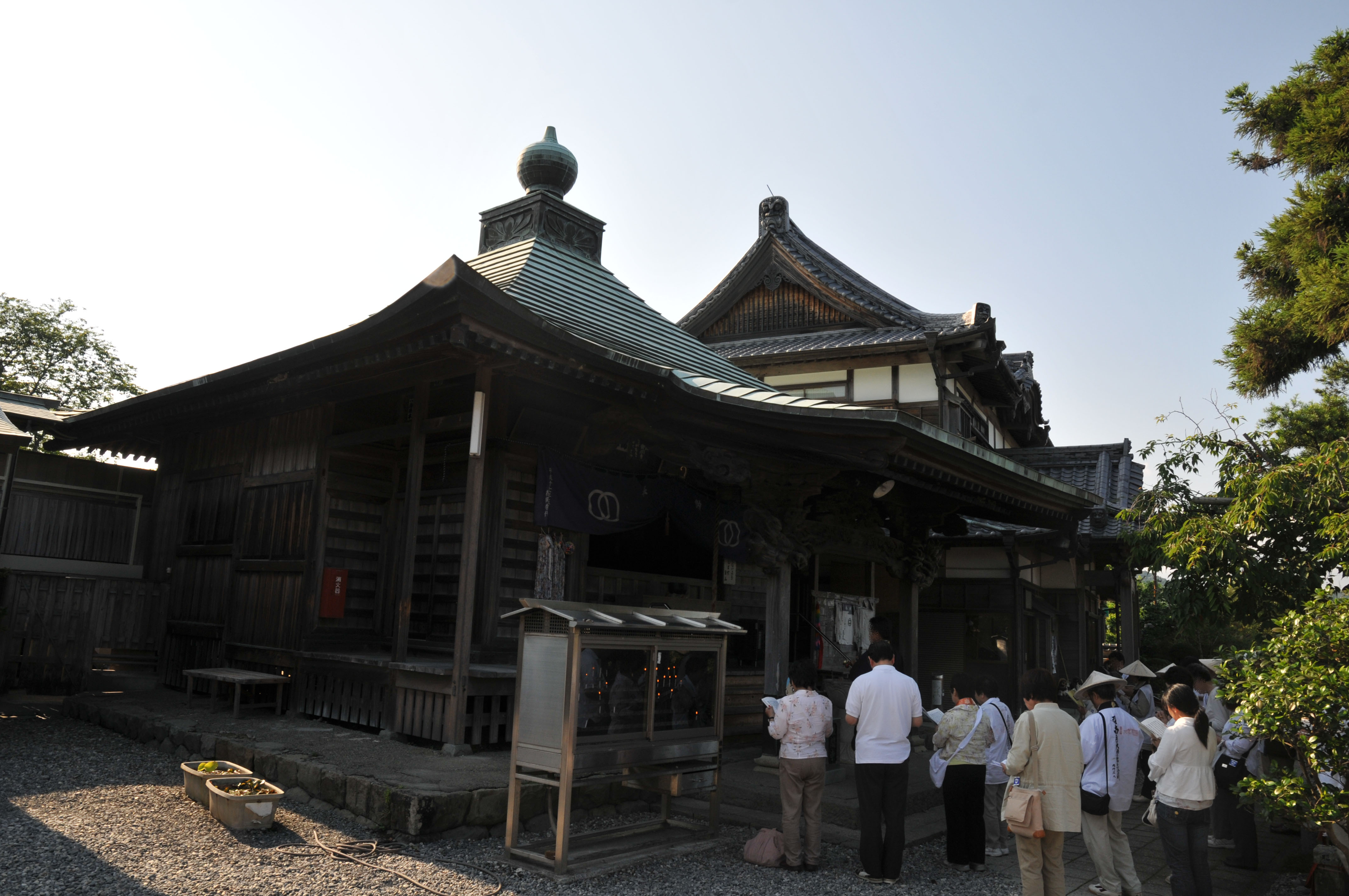
Daishidō
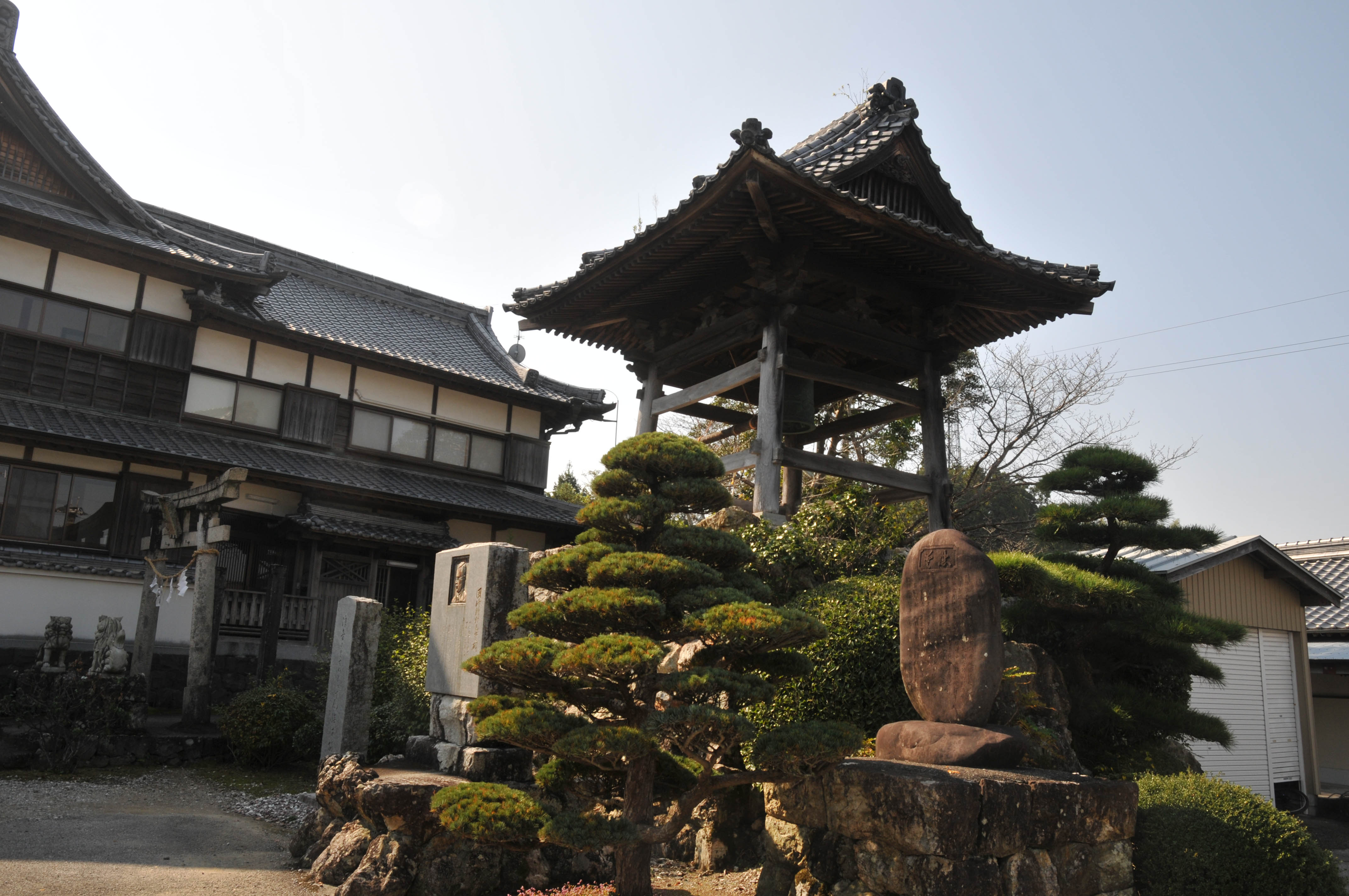
Tempelglocke
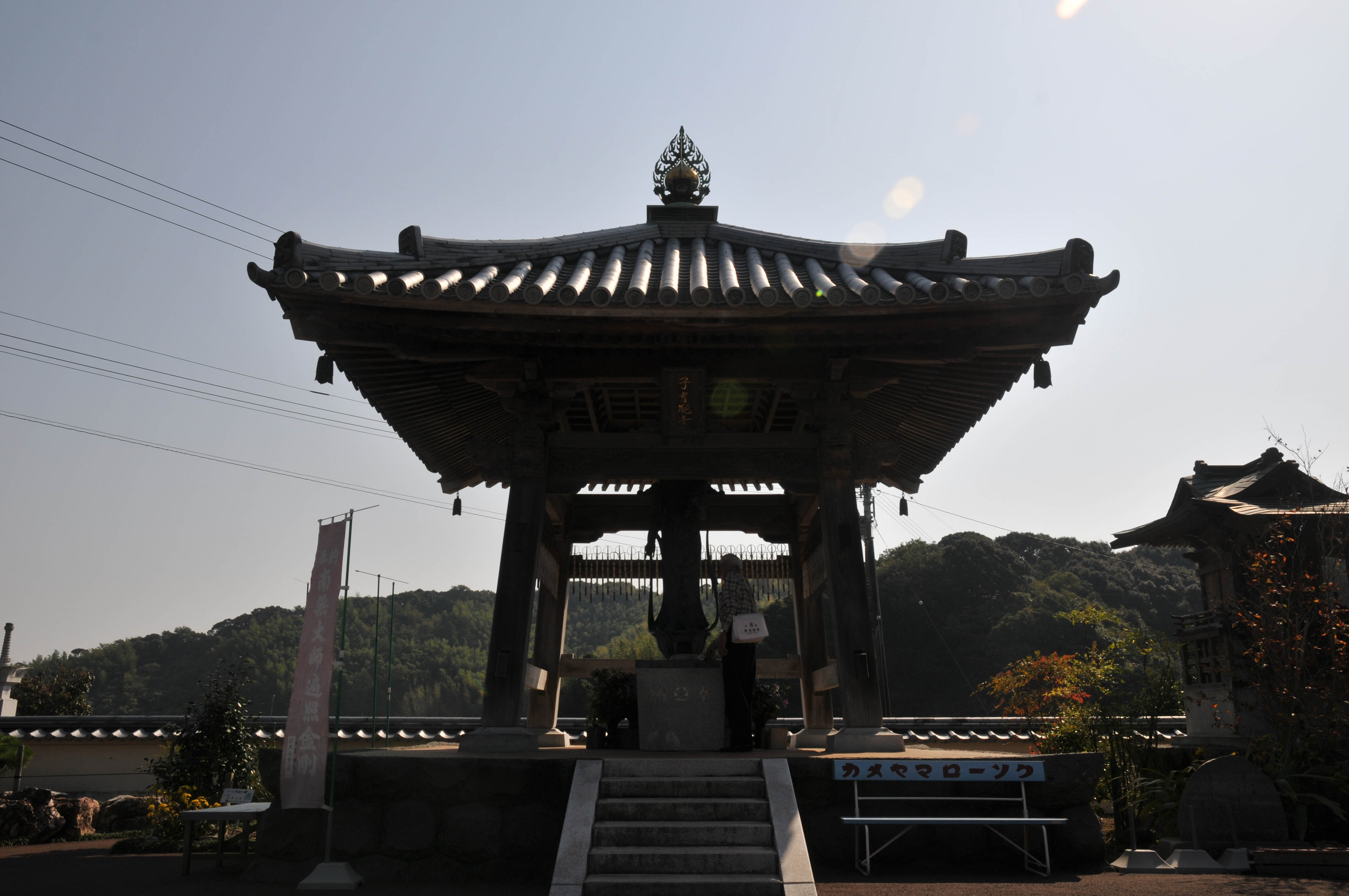
Koyasu Kannon
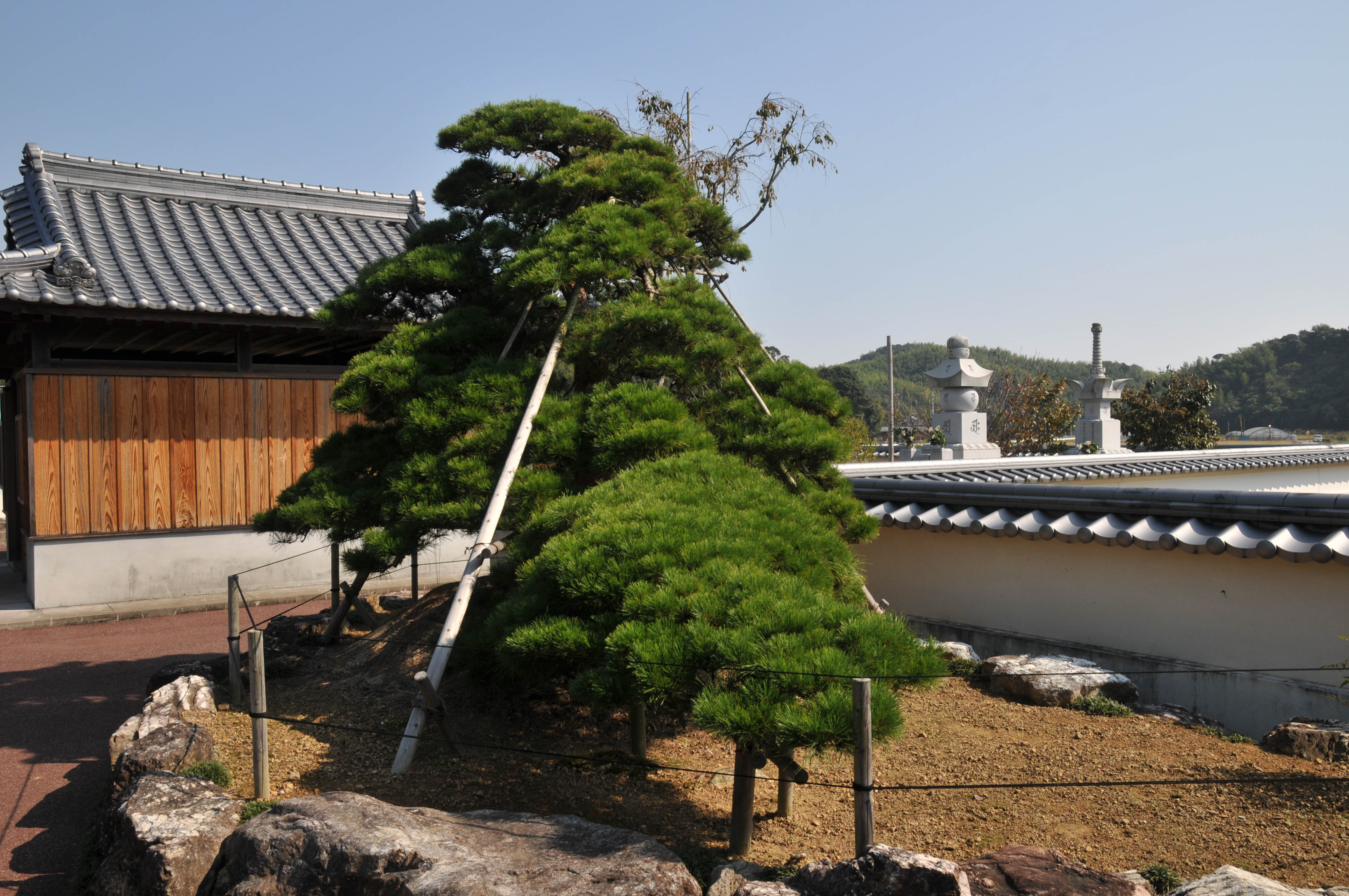
Votiv-Kiefer